# طانيوس منعم
طانيوس منعم هو كاتب لبناني اشتهر بفضل تأليفهِ لعددٍ من الكتب لعلّ أبرزها «خطر اليهودية الصهيونية على النصرانية والإسلام» وهو الكتاب الذي حقّق نجاحًا ملحوظًا من حيث الانتشار وعدد المبيعات وساهمَ في شهرة طانيوس في الوسط أو الأوساط العربيّة.

## الحياة المبكّرة
وُلد في بلدة اجدبرا، شمال لبنان، وتوفي هناك. تلقى تعليمه الأول في سنديانة الفرس في بلدته، ثم انتقل إلى مدرسة مار يوحنا حيث درس اللغة العربية، والنحو، والصرف، والبلاغة، بالإضافة إلى علم اللاهوت والفلسفة. 
تدرج في مسيرته المهنية بين العمل الكنسي والتعليمي؛ فقد تم رسامته كاهنًا في عام 1935، وعمل كمدرس ومدير دروس عربية لأكثر من أربعين عامًا في عدة مدن لبنانية، وكذلك في دمشق. 
واجه تحديات كبيرة في مسيرته الكنسية، إذ تعرض للحرمان بسبب اعتناقه الماركسية. كما كانت حياته في خطر خلال الحرب الأهلية اللبنانية في أوائل السبعينيات بسبب دعمه لأبناء القرى المسلمين في منطقة البترون. 
انضم إلى حركة أنصار السلام الماركسية وكان عضوًا في المجلس الثقافي اللبناني الشمالي منذ تأسيسه عام 1970، بالإضافة إلى كونه عضوًا في اتحاد الكتاب اللبنانيين. أُطلق عليه ألقاب تعكس نزوعه الإنساني وتسامحه الديني.

## المسيرة المهنيّة
يُعتبر كتاب «خطر اليهودية الصهيونية على النصرانية والإسلام» أحد أهمّ مؤلفات طانيوس منعم وهو الكتاب الذي لعب دورًا كبيرًا في شهرة المؤلِّف في العالَم العربي. يتناولُ الكتاب الذي يقعُ في نحو 158 صفحة قضيّة الصهيونيّة أو الصهيونية اليهوديّة كما يصفها طانيوس والخطر الذي تُشكّله على النصرانية وكذا على الدين الإسلامي ويسترسلُ في هذا الموضوع عبر تحليل العديد من الأحداث التاريخيّة وسرد أخرى من أجل الخروج بخلاصة للموضوع.

## قائمة أعماله

### الأعمال الأدبية
فيما يتعلق بإنتاجه الشعري، أصدر العديد من الدواوين التي عكست قدراته الإبداعية وتجاربه الحياتية. من بين هذه الأعمال:
- - قصائد لها تاريخ، الذي نُشر في طرابلس، لبنان عام 1971.
- - عيون ومخارز، صدر في طرابلس، لبنان عام 1972.
- - مرايا الزمان، الذي أُصدر أيضًا في طرابلس، لبنان عام 1979.
- - خماسيات من الفردوس الأرضي، والذي نُشر في طرابلس، لبنان عام 1982.

من الجدير بالذكر أن جميع هذه الدواوين صدرت بتمويل ذاتي من الشاعر نفسه. بالإضافة إلى تلك الأعمال المنشورة، لديه مجموعتان شعريتان مخطوطتان تحملان عنواني: الغزل المقموع وأعراس ومآتم. 
إلى جانب هذه الدواوين، نُشرت قصائد مختارة له في عدة كتب، منها:
- الملتقى الشعري الأول، الذي نشرته دار الرائد العربي في بيروت عام 1983.
- ديوان الشعر الشمالي في القرن العشرين، الذي صدر عن دار جروس برس في طرابلس عام 1996.
كما تم نشر بعض قصائده في الجرائد والمجلات اللبنانية، بالإضافة إلى جريدة ألف باء الدمشقية في عام 1943، مما ساهم في تعزيز شهرته وانتشار أعماله بين جمهور الشعراء والنقاد.

### الأعمال السياسية
هذه قائمةٌ بأبرز أعمال طانيوس منعم:
- خطر اليهودية الصهيونية على النصرانية والإسلام[7]
- جبران والكنيسة[8]
- أوراق لها تاريخ[9]
- وعلى الأرض السلام [10]